# Canberk Dilaver
Canberk Dilaver (Turquía, 1 de junio de 1993) es un futbolista turco. Su posición es la de defensa y su club es el 24 Erzincanspor de la TFF Segunda División.

## Estadísticas

### Clubes
Actualizado al último partido jugado el 11 de marzo de 2023.
| Orduspor Turquía                                                                     | 2.ª                 | 2013-14             | 9   | 0 | 2  | 0 | - | - | 11  | 0 | 0.00 |
| Orduspor Turquía                                                                     | Total               | Total               | 9   | 0 | 2  | 0 | 0 | 0 | 11  | 0 | 0.00 |
| Manisaspor Turquía                                                                   | 2.ª                 | 2014-15             | 11  | 0 | 3  | 0 | - | - | 14  | 0 | 0.00 |
| Manisaspor Turquía                                                                   | Total               | Total               | 11  | 0 | 3  | 0 | 0 | 0 | 14  | 0 | 0.00 |
| 1461 Trabzon Turquía                                                                 | 3.ª                 | 2014-15             | 2   | 0 | -  | - | - | - | 2   | 0 | 0.00 |
| 1461 Trabzon Turquía                                                                 | Total               | Total               | 2   | 0 | 0  | 0 | 0 | 0 | 2   | 0 | 0.00 |
| Adanaspor Turquía                                                                    | 2.ª                 | 2015-16             | 26  | 1 | 3  | 0 | - | - | 29  | 1 | 0.03 |
| Adanaspor Turquía                                                                    | 1.ª                 | 2016-17             | 4   | 0 | 1  | 0 | - | - | 5   | 0 | 0.00 |
| Adanaspor Turquía                                                                    | 2.ª                 | 2019-20             | 9   | 0 | -  | - | - | - | 9   | 0 | 0.00 |
| Adanaspor Turquía                                                                    | 2.ª                 | 2020-21             | 25  | 0 | 1  | 0 | - | - | 26  | 0 | 0.00 |
| Adanaspor Turquía                                                                    | Total               | Total               | 64  | 1 | 5  | 0 | 0 | 0 | 69  | 1 | 0.02 |
| Göztepe S. K. Turquía                                                                | 2.ª                 | 2016-17             | 15  | 0 | 2  | 0 | - | - | 17  | 0 | 0.00 |
| Göztepe S. K. Turquía                                                                | Total               | Total               | 15  | 0 | 2  | 0 | 0 | 0 | 17  | 0 | 0.00 |
| Giresunspor Turquía                                                                  | 2.ª                 | 2017-18             | 4   | 0 | 3  | 0 | - | - | 7   | 0 | 0.00 |
| Giresunspor Turquía                                                                  | Total               | Total               | 4   | 0 | 3  | 0 | 0 | 0 | 7   | 0 | 0.00 |
| Elazığspor S. K. Turquía                                                             | 2.ª                 | 2017-18             | 8   | 0 | -  | - | - | - | 8   | 0 | 0.00 |
| Elazığspor S. K. Turquía                                                             | Total               | Total               | 8   | 0 | 0  | 0 | 0 | 0 | 8   | 0 | 0.00 |
| Samsunspor Turquía                                                                   | 3.ª                 | 2018-19             | 18  | 0 | -  | - | - | - | 18  | 0 | 0.00 |
| Samsunspor Turquía                                                                   | Total               | Total               | 18  | 0 | 0  | 0 | 0 | 0 | 18  | 0 | 0.00 |
| Uşakspor Turquía                                                                     | 3.ª                 | 2021-22             | 13  | 0 | 1  | 0 | - | - | 14  | 0 | 0.00 |
| Uşakspor Turquía                                                                     | Total               | Total               | 13  | 0 | 1  | 0 | 0 | 0 | 14  | 0 | 0.00 |
| 24 Erzincanspor Turquía                                                              | 3.ª                 | 2021-22             | 16  | 0 | -  | - | - | - | 16  | 0 | 0.00 |
| 24 Erzincanspor Turquía                                                              | 3.ª                 | 2022-23             | 18  | 1 | -  | - | - | - | 18  | 1 | 0.06 |
| 24 Erzincanspor Turquía                                                              | Total               | Total               | 34  | 1 | 0  | 0 | 0 | 0 | 34  | 1 | 0.03 |
| Total en su carrera                                                                  | Total en su carrera | Total en su carrera | 178 | 2 | 17 | 0 | 0 | 0 | 195 | 2 | 0.01 |
| (1) Incluye datos de la Copa de Turquía. (2) No incluye goles en partidos amistosos. |                     |                     |     |   |    |   |   |   |     |   |      |

## Palmarés

### Campeonatos nacionales
| Título               | Club      | País    | Año     |
| -------------------- | --------- | ------- | ------- |
| TFF Primera División | Adanaspor | Turquía | 2015-16 |